# Pentecost (eiland)
Pentecost is een eiland in Vanuatu en het behoort tot de provincie Penama. Het is 440 km² groot, een lengte van 60 km. Midden op het langwerpige eiland ligt een heuvelrug met als hoogste punt Mount Vulmat (947 m). Deze heuvelrug markeert de grens tussen het vochtige oostelijke deel en het westelijk deel met een prettig tropisch klimaat, groene valleien waardoor stroompjes lopen en waar de plantages liggen en de meeste mensen wonen.

## Geschiedenis
Pedro Fernandes de Queirós was de eerste Europeaan die het eiland heeft waargenomen in april 1606. Op 22 mei 1768, op Pinksteren voer Louis Antoine de Bougainville langs en noemde het eiland daarom Pentecost. In 1774 werd het ook door kapitein James Cook beschreven. Daarna, in de 19de eeuw kwamen de missionarissen, maar de bevolking hield ook hardnekkig vast aan eigen gewoonten.

### Bungeejumpen
Een voorbeeld van zo'n gewoonte is de Naghol-ceremonie. Dit is een inwijdingsritueel op het eiland waarbij jonge mannen van een hoog houten plateau springen met lianen aan hun enkels gebonden, als een bewijs van hun mannelijkheid, maar ook om de gemeenschap te verzekeren van een goede oogst aan yamwortels. Een Nieuw-Zeelandse avonturier genaamd A.J. Hackett was getuige van deze ceremonie en ontwikkelde in zijn eigen land het bungeejumpen en waagde in 1986 zijn eerste sprong. De Naghol-ceremonie op Pentecost  vindt ieder jaar tussen april en juni plaats in het zuiden van het eiland en wordt daar ook Land diving (landduiken) genoemd. In de jaren 1950 bracht David Attenborough in een BBC-documentaire deze gewoonte onder de aandacht in Europa. Koningin Elizabeth II woonde in 1974 dit ritueel bij en was toen getuige van een dodelijke val.

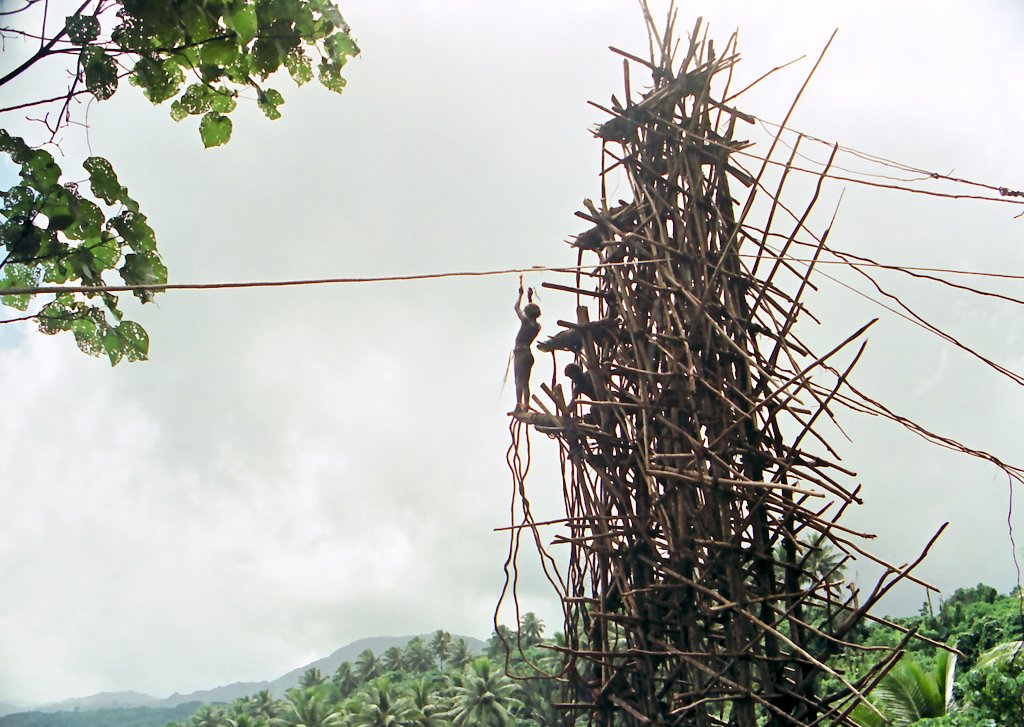
Plateau met man kort voor de afsprong
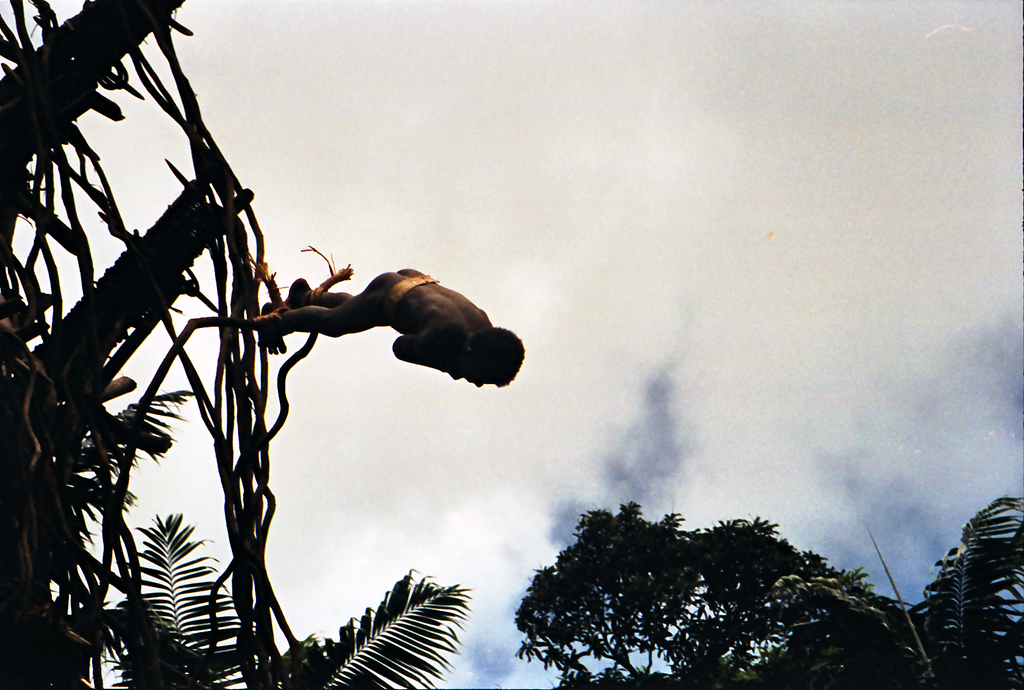
Tijdens de afsprong

## Bevolking en bestaansmiddelen
In 2009 woonden er 16.843 mensen, voornamelijk in dorpjes langs de westkust. Er worden vijf verschillende talen uit de Austronesische taalgroep gesproken. De mensen doen aan zelfvoorzieningslandbouw waarbij  cassave, yam, banaan, zoete aardappel, kokos, koolsoorten, papaja, citrusvruchten, rietsuiker, cacaoboon, mango, ananas en noten, maar ook Europese soorten groenten worden verbouwd voor plaatselijk gebruik. Op kleine schaal worden ook rundvee,varkens en kippen gehouden. Varkens hebben een hoge waarde en de slagtanden worden als sieraad gedragen.
Een belangrijk exportproduct was vroeger kopra. De verbouw van kava is nu aantrekkelijker als teelt voor de export. De wortels van deze plant worden gebruikt voor een psychoactief middel, een drankje, dat veel gedronken wordt in het zuiden van Oceanië. Vooral Pentecost is bekend om zijn kavateelt en veel van de gedronken kava komt van dit eiland.

### Vervoer en toerisme
Er zijn twee airstrips Lonorore Airport in het zuidwesten en Sara Airport in het noorden waar meerdere keren per week kleine vliegtuigen landen. Verder is er een scheepvaartverbinding met de haven van Port Vila. Er is een onverharde weg, maar veel dorpen zijn alleen via voetpaden door heuvelland te bereiken. Een paar plaatsen zijn voor jachten bereikbaar en er zijn overnachtingsplaatsen in speciale bungalows voor toeristen die naar de Naghol-ceremonies komen kijken.

## Fauna
Er zijn 88 vogelsoorten waargenomen waaronder endemische soorten voor de archipel zoals  de vanuatujufferduif (Ptilinopus tannensis), witbuikhoningeter (Glycifohia notabilis), vanuatubrilvogel (	Zosterops flavifrons), harlekijnmonarch (Neolalage banksiana) en vogels van de Rode Lijst van de IUCN zoals vanuatuboshoen (Megapodius layardi), Bakers muskaatduif (Ducula bakeri) en	 de vanuatu-purperspreeuw (Aplonis zelandica). De enige wilde zoogdieren die er voorkomen zijn de vleermuizen Pteropus anetianus en Tongavleerhond (Pteropus tonganus).